# Cestrum angulosum
Cestrum angulosum är en potatisväxtart som beskrevs av Ignatz Urban. Cestrum angulosum ingår i släktet Cestrum och familjen potatisväxter. Inga underarter finns listade i Catalogue of Life.